# Saint-Jean-de-Côle
Saint-Jean-de-Côle is een gemeente in het Franse departement Dordogne (regio Nouvelle-Aquitaine) en telt 335 inwoners (2004). De plaats maakt deel uit van het arrondissement Nontron. 

## Bezienswaardigheden
Saint-Jean-de-Côle is lid van Les Plus Beaux Villages de France.
- De kerk Saint-Jean-Baptiste dateert uit de XIIe eeuw en heeft aan de ingang een caquettoire, een lage hal waaronder de dorpelingen konden en nog steeds kunnen praten met elkaar.
- Vlak ernaast ligt het kasteel de la Marthonye.
- Ook de middeleeuwse brug draagt in hoge mate bij tot de charmes van het dorp.

## Geografie
De oppervlakte van Saint-Jean-de-Côle bedraagt 12,6 km², de bevolkingsdichtheid is 26,6 inwoners per km².
De onderstaande kaart toont de ligging van Saint-Jean-de-Côle met de belangrijkste infrastructuur en aangrenzende gemeenten.

## Demografie
Onderstaande figuur toont het verloop van het inwonertal (bron: INSEE-tellingen).